# Cretepyris martini
Cretepyris martini (лат.) — ископаемый вид мелких архаичных ос-бетилид из подсемейства Lancepyrinae. Обнаружен в отложениях мелового периода. Испанский янтарь (альбский ярус, 113—100 млн лет; Alava amber; Penacerrada, около Moraza, провинция Бургос, северная Испания).
Видовой эпитет является патронимом в честь профессора Ларри Д. Мартина (Larry D. Martin, 1943-2013), неутомимого исследователя палеонтологии в Университете штата Канзас, коллеги на протяжении многих лет.

## Описание
Осы мелких размеров (длина тела 2,2 мм; длина передних крыльев 1,38 мм). Голова прогнатная, поперечная, шире своей длины. Мандибулы короткие, трёхзубчатые. Сложные глаза не редуцированы, расположены перед задними углами (не латерально, как у Lancepyris). Педицель усиков ограничен в основании, отличен от жгутика. Мезосома высокая и короткая (примерно в 1,8 раза длиннее высоты в типовой серии); метанотум намного короче, чем у Lancepyris. Передние крылья с R за птеростигмой длинной, как длина самой птеростигмы (только одна треть длины птеростигмы у Lancepyris, неизвестно для Liztor); 1Rs удлинённые, отличные от 1M из-за присутствия очень туманных и коротких Rs+M; 3Rs неотличимы от r-rs, не достигают края крыла (оба вида Lancepyris имеют 3Rs, четко достигающие края крыла; неизвестно для Liztor); остаточные жилки: Rs+M апикально, 2M, m-cu, и A за Cu+cu-a; Cu+cu-a нечёткие, но ясно отделёны от A (чёткая булла); M+Cu, 1M, 1Cu+cu-a сходятся в одной точке. Метасома длиннее остальной части тела. Усики самки 13-члениковые. Ноги тонкие и покрыты волосками, особенно метатибии и метабазитарзус. Формула шпор голеней предположительно (видимая часть): 1-1-1.